# Distrikt Carumas
Der Distrikt Carumas liegt in der Provinz Mariscal Nieto der Region Moquegua im Südwesten von Peru. Der Distrikt hat eine Fläche von 2256,31 km². Beim Zensus 2017 lebten 2366 Einwohner im Distrikt. Im Jahr 1993 lag die Einwohnerzahl bei 3554, im Jahr 2007 bei 4816. Die Distriktverwaltung befindet sich in der 2095 m hoch gelegenen Ortschaft Carumas mit 598 Einwohnern (Stand 2017). Carumas liegt etwa 50 km nordnordöstlich der Provinz- und Regionshauptstadt Moquegua. Neben Carumas gibt es im Distrikt noch die größeren Ortschaften Aruntaya (223 Einwohner), Cambrune (456 Einwohner), Somoa (205 Einwohner) und Titire.

## Geographische Lage
Der Distrikt Carumas befindet sich in der Cordillera Volcánica im Nordosten der Provinz Mariscal Nieto. Er hat eine Längsausdehnung in Ost-West-Richtung von knapp 100 km sowie eine maximale Breite von etwa 40 km. Der Distrikt verläuft entlang der Süd- und Ostflanke des 5408 m hohen Vulkans Ticsani. Im äußersten Nordosten befindet sich der etwa 4535 m hoch gelegene Stausee Pasto Grande (⊙) im Einzugsgebiet des Río Coralaque, einem linken Nebenfluss des Río Tambo. Dessen Gesamtvolumen betrug Anfang März 2020 149,98 Mio. m³, das Nutzvolumen lag bei 111,09 Mio. m³. Außerdem befindet sich im äußersten Nordosten des Distrikts nahe Aruntaya die von Aruntani S.A.C. betriebene Tucari-Goldmine (⊙). Im äußersten Südwesten verläuft der Río Tambo ein kurzes Stück entlang der nördlichen Distriktgrenze nach Westen.
Der Distrikt Carumas grenzt im Nordwesten an die Distrikte Quinistaquillas (Provinz General Sánchez Cerro), San Cristóbal und Cuchumbaya, im Norden an den Distrikt Chojata (Provinz General Sánchez Cerro), im Osten an die Distrikte Pichacani und Acora (beide in der Provinz Puno), im Südosten an den Distrikt Santa Rosa (Provinz El Collao), im zentralen Süden an die Distrikte Cairani und Camilaca (beide in der Provinz Candarave) sowie im Südwesten an den Distrikt Torata.